# Fistulka czerwonawa
Fistulka czerwonawa (Fistularia petimba) – gatunek morskiej ryby igliczniokształtnej z rodziny fistulkowatych (Fistulariidae), często mylony z Fistularia commersonii.

## Występowanie
Fistulka czerwonawa zasiedla przybrzeżne, ciepłe wody oceaniczne całego świata (Ocean Spokojny, Atlantycki i Indyjski), Morze Śródziemne i Morze Czerwone. Występuje nad miękkim dnem, na głębokościach od 10 do 200 m. Jest związana ze środowiskiem raf koralowych.

## Cechy morfologiczne
Ciało fistulki jest silnie wydłużone, walcowate. Głowa zakończona długim, w przekroju cylindrycznym pyskiem ze spłaszczonym otworem gębowym. Zęby są małe i ostre. Płetwa grzbietowa jest rozpostarta na 13–15, a odbytowa na 14–15 miękkich promieniach. Promieni twardych brak. Środkowe promienie płetwy ogonowej przekształciły się w długą, biczowatą wić. Wzdłuż środkowej linii ciała biegnie rząd kostnych płytek, który – w odróżnieniu od Fistularia commersonii – u tego gatunku rozpoczyna się przed nasadą płetwy grzbietowej. Ubarwienie ciała czerwonawe lub brązowo-pomarańczowe. 
Dorasta przeciętnie do 180 cm długości całkowitej, maksymalnie do 200 cm. Maksymalna odnotowana masa ciała wynosi 4,65 kg.

## Biologia
Żywi się krewetkami i rybami. Gatunek jajorodny.